# 董應魁
董應魁，汉军镶黄旗人，字捷轩，奉天人。清朝政治人物。
順治初年，擔任湖廣按察司副使，后任布政使司右參議、分守武昌道。此後改任山東布政使司右參政、山東驛傳道。順治十年，任福建按察使。順治十一年，改廣西右布政使。順治十四年，任刑部右侍郎。順治十五年，改兵部左侍郎、右副都御史、廣東巡撫。